# Диагональный метод

Схема применения диагонального метода к построению изображения в заданном формате c отношениями 3:2

"Золотая спираль" Фибоначчи с более сложными отношениями сторон квадратов с размерами 1, 1, 2, 3, 5, 8, 13, 21

Рельеф метопы Парфенона в Афинах. Ок. 440 г. до н. э. Схема композиции по В. Г. Власову

Диагональный метод, или метод диагоналей — один из практических приёмов композиционной организации изображения в живописи, графике и фотографии, сформулированный в 1970-х годах голландским фотографом и преподавателем Эдвином Вестхофом (Edwin Westhoff). Изучив множество фотографий, картин и гравюр, Вестхоф попытался объяснить, почему наиболее важные детали изображения часто располагаются точно по диагоналям квадрата или прямоугольника согласно правилу третей (упрощённому правилу пропорционирования по «золотому сечению»). Метод заключается в том, что при определении зрительных центров, формат изображения, как правило, делится линиями, параллельными его сторонам, в отношениях 3:5, 2:3 или 1:2 (согласно численному ряду Фибоначчи). Последний вариант даёт деление формата на три равные части (трети) вдоль каждой из сторон.

## Научные основы метода диагоналей
Научно-экспериментальной основой такого метода являются достижения гештальтпсихологии в применении к теории и практике изобразительного искусства. Гештальтпсихология (от нем. Gestalt — образ, вид, форма) — общепсихологическое направление и немецко-австрийская школа 1910—1930-х годов, связанные с изучением зрительного восприятия, «визуального мышления» и психологии личности. В качестве основополгающего принципа гештальтпсихология выдвигает принцип целостности. Основана Максом Вертгеймером, Вольфгангом Кёлером и Куртом Коффкой в 1912 году.

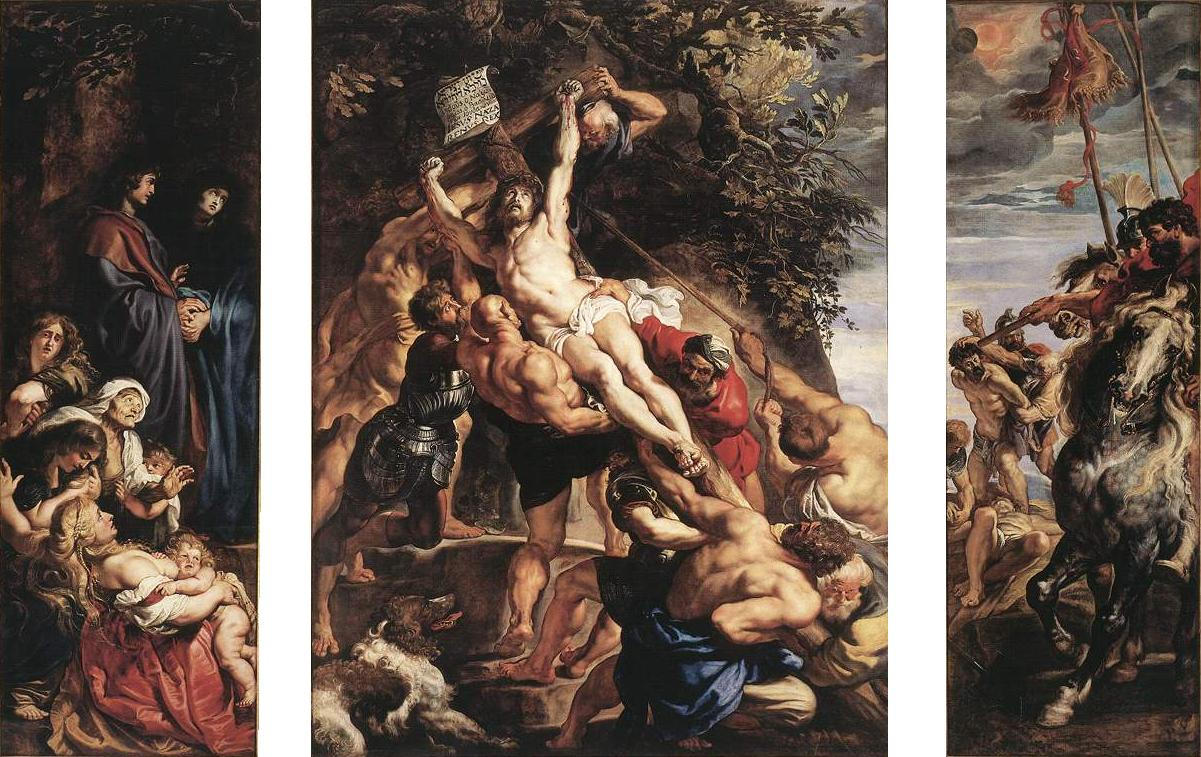
П. П. Рубенс. Воздвижение Креста. Триптих. 1610. Дерево, масло. Собор Антверпенской Богоматери, Антверпен

Воздвижение креста. Схема композиции В. Г. Власова, 2004

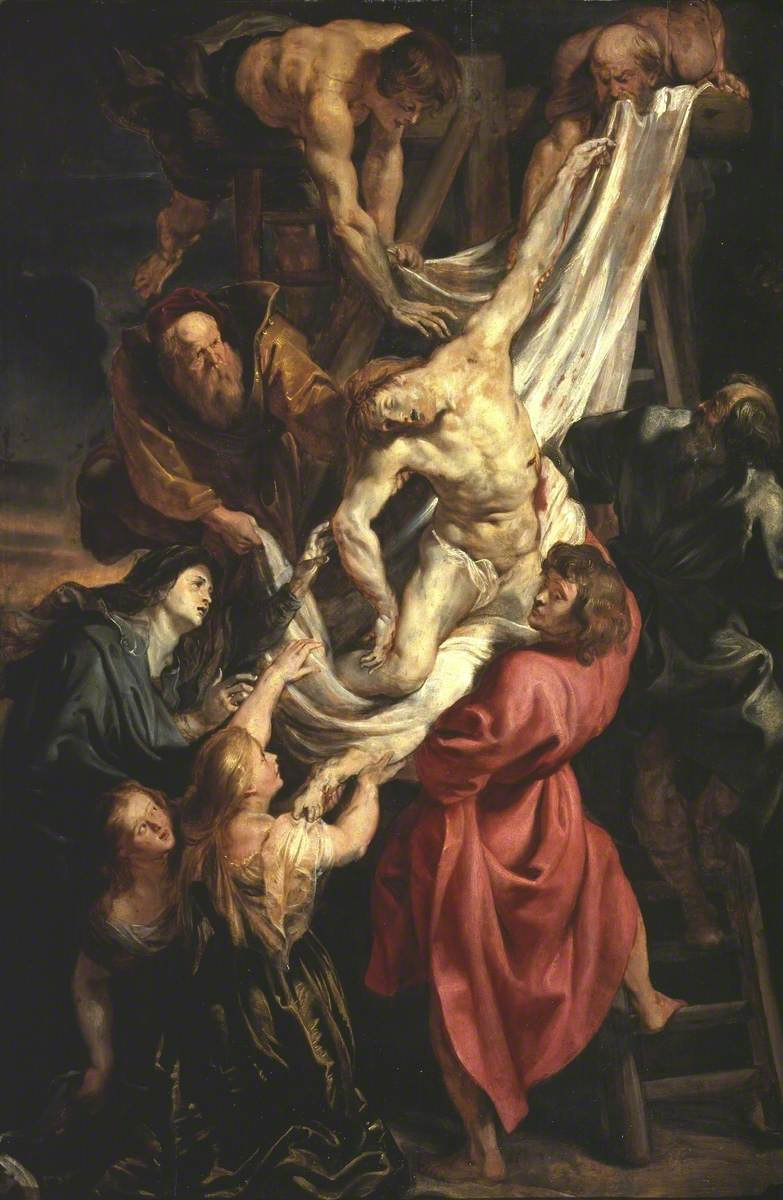
П. П. Рубенс. Снятие с креста. 1516. Холст, масло. Галерея Курто, Лондон

Геометрия изобразительного пространства. По Р. Арнхейму

В истории искусства психологи этой школы находили гештальты, которые являются завершёнными образованиями, имеют тенденцию к простоте, правильности, симметрии, регулярности, поскольку именно такие, «хорошие гештальты» (например, вертикаль, горизонталь, круг, квадрат), легче воспринимаются, психологически оптимальны и поэтому оцениваются эстетически положительно. В применении к изобразительному искусству принципы гештальта популярно изложил Рудольф Арнхейм.
Арнхейм рассматривал изобразительную поверхность в качестве «поля приложения зрительных сил». В качестве аргумента он приводил такой опыт. Если мы нарисуем на бумаге квадрат, то в нём даже при отсутствии изображения будем ясно ощущать центр, верх, низ, диагонали и углы. Арнхейм утверждал, что зрительные силы, действующие в «силовом поле изобразительной поверхности», имеют психологический характер, но они так же реальны, как действие гравитационного или электромагнитного поля. «Любая линия, нарисованная на листе бумаги, — писал Арнхейм, — любая наипростейшая форма, вылепленная из куска глины, подобны камню, брошенному в пруд. Всё это — нарушение покоя, мобилизация пространства. Зрение есть восприятие действия».
Согласно одному из постулатов гештальтпсихологии человек подсознательно проецирует жизненный опыт поведения в гравитационном пространстве (поле земного тяготения) на воспринимаемые фигуры. Если мы возьмём два одинаковых отрезка — горизонтальный и вертикальный, то горизонтальный будет казаться длиннее, а вертикальный — короче. Для восприятия вертикали требуется значительное усилие, необходимо затратить психологическую энергию, как бы преодолевающую земное тяготение. Поэтому вертикаль мы прочитываем затруднённо. Горизонтальную линию — легче и быстрее. Следовательно, горизонталь вызывает ощущение покоя и легкости; вертикаль — напряжения и борьбы.
«Проведём другой гештальт-опыт. Возьмём прямоугольный формат и попробуем разделить его на глаз на две равные части по высоте. Среднестатистическая закономерность заключается в том, что мы, подсознательно преодолевая земную тяжесть, интуитивно проведём горизонтальную линию несколько выше середины. Психологическая энергия воздействует на зрительное восприятие. То же произойдет при мысленном делении прямоугольного формата на левую и правую части по вертикали. Как правило, наше движение отклонится в правую сторону. Управление движениями правой руки, осмысленной речью, логическими операциями и интеллектуальными процессами локализуются в левом полушарии головного мозга. Эмоциональная сфера самосознания находится в правом полушарии, которое управляет левой стороной тела. Физическое праворучие формирует представления о правой стороне как более активной, сильной, действенной».
В прямоугольном формате, характерном для классической живописной картины, зрительный центр, согласно рассмотренным закономерностям, будет находиться несколько выше и правее геометрического. Нижняя часть формата из-за физической гравитации, переходящей в психологический план, «весит» больше, чем верхняя, а правая сторона семантически активнее левой. Поэтому и наше восприятие центра неумолимо сдвигается вправо и вверх. Если же мы попробуем разделить прямоугольный формат на четыре равные части с помощью линейки, то нам будет казаться, что нижняя и левая части получились меньше, и потребуется значительное психологическое усилие, чтобы поверить, будто они одинаковой площади. Кратко этот закон зрительного восприятия формулируется так: зрительный центр всегда находится выше и правее геометрического.
Проведённые в прямоугольном формате диагонали также не равноценны. Если попытаться ответить на вопрос, какая из двух возможных диагоналей будет в наибольшей степени обладать свойствами легкости, стремительности, то безусловно ясно — та, что идет из левого нижнего угла в правый верхний. Эта диагональ называется «мажорной». Она выражает радостное, восходящее движение. Другая — нисходящее и называется «минорной». Обратное движение представить затруднительно.
Вдоль сильной, мажорной диагонали (слева направо) фигуры обычно «входят в картину». Поэтому такую диагональ именуют «линией входа». Пространство многих живописных картин создается за счёт подчеркивания «сильных» и «слабых» композиционных диагоналей, уводящих взгляд зрителя в глубину. Те же свойства присущи и диагоналям квадрата, но они по причине уравновешенности его сторон менее ощутимы. Если пронумеровать четыре «доли» изобразительной поверхности в порядке убывания их «зрительного веса», то первой и самой сильной окажется верхняя правая (там обычно помещают наиболее важные элементы композиции), а самой слабой — нижняя левая. Не случайно подпись и дату художники, как правило, размещают в правом нижнем углу картины.
В многовековом развитии пространственных представлений человека правая сторона связывалась с активным, светлым, положительным, мужественным началом, левая — с пассивным, тёмным, слабым, женственным. Общим в ритуально-мифологических представлениях разных культур является деление пространства крестообразно и по двум диагоналям соответственно функциям правой и левой сторон тела. Герои таких мифов путешествуют из «верхнего» в «нижний» мир и из «правого» в «левый» и обратно. Отсюда понятие «Мировое древо» — архетипической модели мира (лат. Axis mundi — Ось мира).
Примечательно, что система диагоналей изобразительного поля органично связана с «правилом прямого угла» — одного из следствий оптимального пропорционирования формата картины. При условном наложении диагоналей на композицию картины мы увидим, что такие диагонали (основные и производные) пересекаются под прямым углом и, в частности, аналогичны методу пропорционирования в архитектуре (в том числе построения «золотых отрезков» на основе двусмежного квадрата и прямого угла в «Модулоре» Ле Корбюзье). Исследователь творчества Палладио, архитектор О. И. Гурьев подчёркивал, что, не упоминая о «золотом сечении», но следуя «правилу подобных прямоугольников и кубов», Палладио выстраивал гармоничные отношения планов и фасадов зданий на параллельных либо перпендикулярных диагоналях с отношениями величин, которые определяются «членами ряда Фибоначчи или родственны им: 9:5 есть утроенное отношение 3:5, а 3:1 — удвоенное отношение 3:2, и т. д.».
«Метод диагоналей» в качестве простейшего приёма композиционной организации изображения связан с другим, который получил в истории искусства наименование «Правило третей». Этот приём предполагает деление изобразительного поля на девять равных частей двумя равноотстоящими друг от друга параллельными вертикальными и двумя горизонтальными линиями, а важные композиционные элементы размещаются вдоль этих линий или на их пересечениях, так называемых «точках силы». Предполагается, что «выравнивание объекта по этим точкам создаёт больше напряжения, энергии и интереса в композиции, чем просто центрирование объекта».
Действительно, при таком делении возникают отношения 3:5, 2:3 или 1:2 (согласно численному ряду Фибоначчи). Несмотря на заметное отличие этого приёма от настоящего «золотого сечения», простота и наглядность сделали эту схему популярной.

## Практическое применение
В обыденной практике, особенно в фотографии, графическом дизайне, рекламе очевидно, что детали изображений, на которые обращается наибольшее внимание, находятся на одной или нескольких диагональных линиях, лежащих под углом 45° и проходящих через углы формата изображения. В сравнении с иными, более сложными композиционными приёмами диагональный метод не придает большого значения тому, что именно находится на линиях пересечения и акцентирует внимание на произвольной позиции, лежащей по диагонали. Пока эти детали находятся на диагональных линиях они привлекают внимание. Диагональный метод родился из практического опыта, когда художники инстинктивно группируют детали картин и гравюр, и также может быть использован для подобного анализа. Эдвин Вестхофф обнаружил, что, рисуя линии под углом 45° градусов от углов изображения, можно выяснить, какие детали художник (сознательно или бессознательно) намеревался подчеркнуть. С помощью метода диагоналей можно определить, какая деталь «делает» фотографию, картину, либо на что художники хотят обратить особое внимание зрителя.
Начиная с 2003 года, наряду с другими операционными приёмами, в Adobe Photoshop Lightroom появилась возможность форматировать работы согласно диагональному методу; с 2009 года такие же сценарии появились для Adobe Photoshop, Paint Shop Pro, GIMP и Picture Window Pro. Размещение важных деталей и предметов по диагоналям во время съёмки трудно осуществить, но это можно сделать во время обработки фотографии. Например, можно сместить один из основных предметов или деталей на диагональ изображения. Диагональный метод чаще применяется для изображений, в которых надо подчеркнуть или выделить определённые детали: например в портрете либо рекламной фотографии товара. На некоторых фотографиях ландшафтов есть немаловажные детали, такие как люди, отдельно стоящие деревья или здание, которые желательно помещать на диагоналях.